# Javalí Nuevo
Javalí Nuevo  es una pedanía perteneciente al municipio de Murcia (España), con una población de 3253 habitantes (INE 2022).
Su fuente principal de riqueza proviene de la huerta y del transporte por carretera, donde cuenta con una de las mayores flotas por habitante de toda España.[cita requerida]
En sus proximidades se encuentra el Campamento de Santa Bárbara, sede de la III Bandera "Ortiz de Zarate" integrada en el Regimiento de Infantería "Zaragoza" n.° 5 de la Brigada de Infantería Ligera Paracaidista "Almogávares" VI del Ejército de Tierra, y antigua sede del extinto Batallón de Instrucción Paracaidista posteriormente denominado Unidad de Formación Paracaidista de la Academia de Infantería del Ejército de Tierra. También se encuentra el Azud de la Contraparada, construcción árabe que da origen al sistema de regadío de la huerta murciana.

## Geografía
Limita con:
- al norte: municipio de Las Torres de Cotillas
- al este: Javalí Viejo y municipio de Molina de Segura
- al oeste: Cañada Hermosa
- al sur: municipio de Alcantarilla.

## Toponimia
El término "Javalí" es un topónimo que, como afirmaba Díaz Cassou, no tiene nada que ver con "... la existencia en nuestros montes de la cerdosa caza...". El topónimo aparece por primera vez en un texto anterior a 1322, donde se trata, por supuesto, de Javalí Viejo. Entre las varias etimologías propuestas, Robert Pocklington señala que la acertada es la de M. Asín Palacios: Ŷabalī "Montaraz". Más en concreto de la nisba al-Ŷabalī "el Montaraz, el Montesino, el de al-Ŷabalī", o mejor del plural al-Ŷabaliyyīn " los Montarazes,...", ya que en la documentación más antigua predomina la terminación en -ín.

## Historia
De Javalí Nuevo tenemos constancia por primera vez en el siglo XV, cuando es fundado por sus señores, Diego Carrillo de Albornoz, Jurado de San Antolín entre 1541 y 1546, y su esposa Ángela Riquelme, que escogieron unas tierras propias algo distantes del núcleo de Javalí Viejo para la ubicación de la nueva aldea.
Tanto en lo civil como en lo eclesiástico la población dependía de Murcia, siendo su parroquia administrada desde Alcantarilla, y su origen venía a formar parte de un proyecto de repoblación que intentaba cubrir las lagunas demográficas que distintas crisis sociales y epidemias habían originado en la zona, en una sangría demográfica que se vería agravada por el abandono de los mudéjares de buena parte del territorio murciano.
Un censo de 1594 situaba en 50 la cantidad de vecinos de la nueva localidad.
En el año 1612, Fray Juan de Pereda censó la población de las aldeas de Murcia, diferenciando entre cristianos viejos y moriscos. 
El resultado fue 134 cristianos viejos y 94 moriscos, siendo la población de 228 habitantes. Según los informes de Fray Juan de Pereda y de Don Luis Fajardo, encargados del censo de moriscos y de la expulsión de estos, respectivamente, en Javalí Nuevo, al igual que en todos los lugares de la jurisdicción de Murcia, no hubo expulsión alguna de moriscos. 
En un posterior censo, de 1713 se define Javalí Nuevo como lugar de realengo con alcalde pedáneo y dependiente de la administración del Concejo de Murcia.
Durante el trienio liberal, entre 1820 y 1823, y al igual que sucediera en gran cantidad de pueblos murcianos, Javalí Nuevo disfrutó de un ayuntamiento propio e independiente del murciano durante una temporada. Al acabar el régimen político liberal, la localidad volvió a depender de Murcia ante la imposibilidad de asumir el gasto presupuestario que la administración de la villa suponía.
El diccionario geográfico de Madoz define la villa de Javalí Nuevo en el siglo XIX como un lugar que disfruta de fuente de agua potable, acequia (la de Barreras), escuelas públicas, una iglesia dedicada a la Purísima Concepción y una ermita dedicada a la advocación de la Virgen de la Antigua ya derruida. El nuevo cementerio se abriría en 1839.
En esta descripción decimonónica el autor aporta datos de relevancia para entender la realidad social de las villas que se incluyen en el catálogo, Javalí Nuevo era por entonces una tierra dedicada a sus recursos de huerta y campo, con cabaña de ganado ovino, áreas de caza de conejos y perdices y cultivos de trigo, maíz, seda, melones y legumbres, así como una destacada producción de pimentón, al igual que poblaciones vecinas como La Ñora, y como esta también, proveedora de mano de obra para la fábrica de pólvora de Santa Bárbara.
Durante el pasado siglo XX, la localidad viviría una continua fluctuación en sus niveles poblacionales, siendo especialmente bajos durante los años setenta y mediados de los ochenta. La evolución económica del municipio murciano y la reconversión progresiva de las zonas de huerta, han encauzado esta población, expandiéndose por su lado oeste y acrecentando progresivamente su demografía desde finales de los ochenta.

## Fiestas
Javalí Nuevo celebra sus fiestas patronales en honor al Corazón de Jesús la última semana del mes de julio, aunque la mayoría de actos religiosos tienen lugar durante el mes de junio.
Tanto adultos como jóvenes y niños disfrutan de todo tipo de eventos y distracciones, como conciertos de artistas autóctonos. A los juegos tradicionales hay que sumar la carrera de cintas, y a las fiestas más modernas la popular charamita, un baile con espuma y un concurso de karaoke. El apartado gastronómico de las fiestas está representado por el concurso de paellas y el de migas, además de la tradicional degustación de pan con sobradada. Otro de los eventos más multitudinarios es el divertido desfile de peñas y carrozas, el principal atractivo de las fiestas. Todas las peñas de la localidad participan activamente durante todas las fiestas.
No hay que olvidar el castillo de fuegos artificiales que congrega a todo el pueblo en la plaza de la Iglesia la última noche de fiesta, tras la solemne procesión del Patrón.
Además, Javalí Nuevo tiene una cuadrilla de auroros que aún consigue que las fiestas dedicadas a la Virgen del Rosario sigan teniendo un sabor tradicional y folclórico único en Murcia. Junto a otras cuadrillas suele ser invitada a los certámenes que se convocan en el vecino Javalí Viejo o en otras localidades que celebren eventos de carácter folclórico.

## Deporte
Campo municipal Rafa Mir de Javalí Nuevo: Se encuentra a las afueras del pueblo por su lado Oeste, lindando con la "Rambla de las Zorreras". Es de césped artificial y en el juega como local el C.D Javalí Nuevo, teniendo categorías desde chupetes hasta autonómicas.
Pista de fútbol sala: San José de la Vega. Se encuentra al este del pueblo, exactamente en calle Escuelas. En ella juega como local el C.D Olimpia (fútbol sala), en ella también se puede jugar al vóley y al baloncesto.

## Lugares de interés
- Iglesia de la Purísima
- Azud de la Contraparada
- Acequia Mayor "Aljufia"
- Acuartelamiento de Santa Bárbara: III Bandera de Infantería ligera paracaidista BRIPAC Brigada de Infantería Ligera Paracaidista (Caballeros legionarios paracaidistas) Batallón Instrucción Paracaidista